# Dicranomyia subremota
Dicranomyia subremota är en tvåvingeart som beskrevs av Alexander 1922. Dicranomyia subremota ingår i släktet Dicranomyia och familjen småharkrankar. Inga underarter finns listade i Catalogue of Life.